# Mammisi
Mammisi (en idioma copto lugar de nacimiento) es un término arquitectónico ideado por Jean-François Champollion en el siglo XIX para denominar las casas de nacimiento divino, Per-Mes en antiguo egipcio, edificios singulares vinculados a los templos egipcios. Los ejemplos más célebres se pueden aún visitar y se datan, la mayoría, en las épocas ptolemaica y romana. 

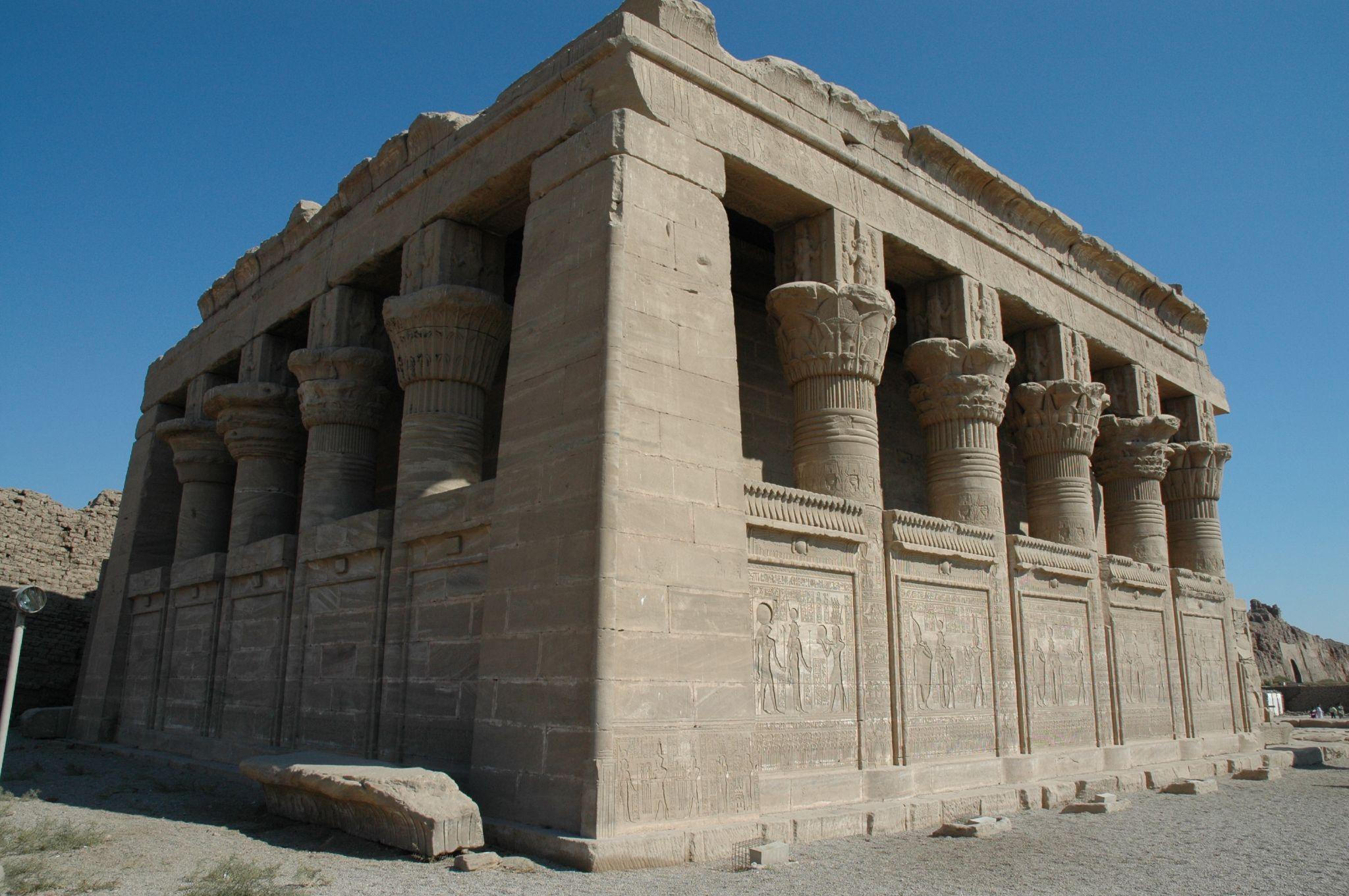
Mammisi romano en Dendera.

## Descripción
En su forma desarrollada y conocida, el mammisi más antiguo es el que construyó el faraón de la dinastía XXX, Nectanebo I, en Dendera. Este modelo se continuará repitiendo en cada gran santuario del país reconstruido por los soberanos grecorromanos. Además del de Dendera, son destacables los mammisi de Edfu y de File, también se hallan en Kom Ombo, El Kab, etc. A causa de su relativamente reciente edificación estos monumentos se conservan bastante bien y están exhaustivamente estudiados. 
Habitualmente eran edificios perípteros, que se situaban perpendiculares al eje del gran templo al cual estaban vinculados, como el de Dendera o Edfu, o junto al templo, como el templo de Debod y el de File. Los pórticos que formaban el naos estaban constituidos por columnas de capiteles compuestos, unidas entre ellas por intercolumnios historiados: muros decorados con bajorrelieves donde se representaba al soberano haciendo sacrificios y ofrendas a los dioses. 
Disponía de varias salas que estaban consagradas a las distintas etapas del nacimiento divino. Se encontraban, en general, representaciones de las diosas destinadas a acompañar el parto celestial, o también, como garantes de la fertilidad: Tueris, Heket, Rattauy y las Siete Hathor que presidían el nacimiento y eran especialmente veneradas; también se encontraban Bes y Jnum, así como Osiris, dioses de fertilidad y prosperidad.
Era costumbre dedicar el templo a una tríada de dioses, padre-madre-hijo, ya que el mammisi era una versión arquitectónica del mito del nacimiento divino y su eterna repetición: matrimonio, nacimiento, crianza y entronización del sucesor. Por este motivo al final del Periodo Tardío estos edificios vienen a confirmar el restablecimiento del poder real que cada dinastía se dedicará a atestiguar en el corazón de los grandes santuarios del país, incluidos los emperadores romanos, utilizándolos como lugar de culto al renacimiento de la monarquía.

### Citas
1. ↑  Mammisi en el Diccionario - Enciclopédico.
2. ↑  Global Egyptian Museum: Birth house, mammisi. (en inglés)
3. ↑  Badaway: op. cit.